# One Nite Alone…
A One Nite Alone… Prince huszonötödik stúdióalbuma, amelyet 2002. május 14-én adott ki az NPG Records. Az albumon Prince énekel és kíséri magát zongorán, ritkán más hangszerekkel. Szerepel rajta Joni Mitchell "A Case of You" dalának feldolgozása, "A Case of U" címen. Az "Avalanche" dalon Prince Abraham Lincolnt rasszistaként írja le.
A One Nite Alone… az NPG Music Club tagjainak volt eljuttatva és ajándékként tartalmazta a One Nite Alone… Live! díszdobozt. Boltokban soha nem adták el, de vannak elérhető bootlegek, eredeti CD formátumú albumok nagyon ritkák. 2015-ben felkerült a Tidal-ra, majd 2020 májusában hanglemez és CD formátumban ki lett adva újra.

## Számlista
|     | Cím                      | Hossz |
| --- | ------------------------ | ----- |
| 1.  | One Nite Alone…          | 3:37  |
| 2.  | U're Gonna C Me          | 5:16  |
| 3.  | Here on Earth            | 3:23  |
| 4.  | A Case of U              | 3:39  |
| 5.  | Have a Heart             | 2:04  |
| 6.  | Objects in the Mirror    | 3:27  |
| 7.  | Avalanche                | 4:24  |
| 8.  | Pearls B4 the Swine      | 3:01  |
| 9.  | Young and Beautiful      | 2:44  |
| 10. | Arboretum (instrumental) | 3:26  |

## Közreműködők
- Prince – ének, hangszerek
- John Blackwell – dobok (3,4)
- Scottie Baldwin – One Nite Alone… Live! felvételek